# Chippewa Falls
Chippewa Falls és una població dels Estats Units a l'estat de Wisconsin. Segons el cens del 2000 tenia 12.925 habitants.

## Demografia
Segons el cens del 2000, Chippewa Falls tenia 12.925 habitants, 5.638 habitatges, i 3.247 famílies. La densitat de població era de 459,9 habitants per km².
Dels 5.638 habitatges en un 28,8% hi vivien nens de menys de 18 anys, en un 42,4% hi vivien parelles casades, en un 11,3% dones solteres, i en un 42,4% no eren unitats familiars. En el 36,5% dels habitatges hi vivien persones soles el 16,4% de les quals corresponia a persones de 65 anys o més que vivien soles. El nombre mitjà de persones vivint en cada habitatge era de 2,2 i el nombre mitjà de persones que vivien en cada família era de 2,89.
Per edats la població es repartia de la següent manera: un 24,2% tenia menys de 18 anys, un 9,4% entre 18 i 24, un 28,2% entre 25 i 44, un 20,3% de 45 a 60 i un 17,9% 65 anys o més.
L'edat mediana era de 37 anys. Per cada 100 dones de 18 o més anys hi havia 85,2 homes.
La renda mediana per habitatge era de 32.744 $ i la renda mediana per família de 43.519 $. Els homes tenien una renda mediana de 32.016 $ mentre que les dones 22.655 $. La renda per capita de la població era de 18.366 $. Aproximadament el 8,7% de les famílies i el 10,3% de la població estaven per davall del llindar de pobresa.

## Personatges il·lustres
- Seymour Cray (1925 - 1996) matemàtic,enginyer electrònic[4]

## Poblacions més properes
El següent diagrama mostra les poblacions més properes.